# 双枪老太婆传奇

《双枪老太婆传奇》是石伟执导，何晴等参演的电视剧，2006年出品，共20集，该作品主要讲述大革命失败后，白坤洁用自己的方式去帮助红军，与敌人斗智斗勇的故事。

## 剧情简介
1927年，在大革命失败后，共产党员白坤洁于是决定用自己的方式去帮助红军，不仅如此，她还用智谋等方式来对付对红军不利的敌人们。
虽说敌人最后被她击败，但是她的同伴也因此而牺牲，不过这却自然也更加让她坚定自己支持红军的想法。

## 演员表
- 何晴 饰 白坤洁
- 王志飞 饰 闵加林
- 刘卫华 饰 曾友之
- 张咏荷 饰 杨丽雯
- 范雨林 饰 周永盛
- 肖杨 饰 杜四山
- 迟鹏鹏 饰 秋玲
- 蒋昌义 饰 涂立军
- 刘春祥 饰 贺云龙
- 张继生 饰 汪老幺[5]

## 音乐原声
- 片头曲
  - 曲名：《双枪老太婆》
  - 作词：沙如荣、飞林
  - 作曲：崔炳元
  - 演唱：邓蓉
- 片尾曲
  - 《是非功过任凭说》
  - 作词：贺沛轩
  - 作曲：王原平
  - 演唱：徐千惠

## 其他
- 拍摄该作的剧务组汇集了很多，包括香港的影片制作者。

## 获奖记录
- 在2008年1月7日，该作获得四川省第十届精神文明建设“五个一工程”总结表彰会电视剧类优秀作品奖。

## 相關連結
- 豆瓣电影上《双枪老太婆传奇》的資料 （简体中文）
- 央视网链接 （页面存档备份，存于）